# Кангшунг (ледник)
Кангшунг — ледник у подножия восточного склона горы Джомолунгма, один из трёх основных ледников на склонах вершины (остальные два — Кхумбу и Ронгбук). Расположен в уезде Шигадзе Тибетского автономного района КНР.
Общий восточный склон гор Джомолунгма и Лхоцзе называется стена Кангшунг. Питаясь с этого склона, ледник Кангшунг течёт через одноимённую долину в восточном направлении. Скорость движения — до 40 м/год. Ледник питает реку Кама, которая, как и река Ронгбук, является притоком реки Арун (приток Коси).
К югу от ледника и к востоку от Лхоцзе расположен массив Макалу (8463 м) с пиками Макалу II (7678 м) и Чомолонзо (7818 м), закрывающими вид с ледника на основные вершины массива. По массиву проходит граница между Китаем и Непалом.
Восточная сторона Джомолунгмы является наименее доступной и освоенной из всех склонов вершины. Базовый лагерь на леднике Ронгбук доступен для внедорожников, до южного склона высочайшей вершины мира можно добраться, останавливаясь в приютах для ночёвок, а до ледника Кангшунг можно добраться только совершив многодневный поход, который включает в себя переход через перевал.